# Wari (socken)
Wari (kinesiska: 瓦日乡, 瓦日) är en socken i Kina. Den ligger i provinsen Sichuan, i den sydvästra delen av landet, omkring 280 kilometer väster om provinshuvudstaden Chengdu.
Genomsnittlig årsnederbörd är 1 138 millimeter. Den regnigaste månaden är juni, med i genomsnitt 253 mm nederbörd, och den torraste är december, med 5 mm nederbörd.